# Массовое убийство в Самашках
7–8 апреля 1995 года в ходе Первой чеченской войны российские войска, проводя «зачистку» в селе Самашки Ачхой-Мартановского района Чечни, убили, по разным оценкам, не менее ста мирных жителей.

## Предыстория
Село Самашки расположено в западной части Чеченской Республики, в 4 км к северу от трассы Ростов — Баку, соединяющей Назрань с Грозным. Через село проходит железная дорога из Назрани в Грозный. К западу от села находится село Серноводское, которое в декабре 1994 года, после начала Первой чеченской войны, было занято федеральными войсками, а на дороге между Серноводским и Самашками был установлен блокпост.
Дальнейшее продвижение федеральных войск было остановлено блокировавшими трассу жителями села Новый Шарой, находящегося к югу от Самашек. Поскольку такое продвижение привело бы к необходимости стрельбы по местным жителям, а потом и столкновений с имеющимся в сёлах отрядами ополчения, федеральные силы закрепились на условной линии, проходящей западнее Самашек и Нового Шароя. На границе дислокации войск возникла зона, в которой не было «ни мира, ни войны».
Участок трассы к юго-западу от Самашек был заблокирован, а взамен к северу от Самашек была построена обходная военная дорога, которая вела через малонаселённый Сунженский хребет на восток к Грозному и использовалась в ходе штурма Грозного для подвоза военных грузов и подхода федеральных частей. При этом через Самашки проходил гуманитарный коридор, связывавший Грозный и чеченские сёла с внешним миром: на блокпосту между Серноводским и Самашками МВД проверяли документы и отсутствие оружия, дальше путь шёл на юг и далее по трассе в сторону Грозного.
В селе Самашки, по сообщению сельской администрации, имелось 2100 дворов (в каждом обычно по 2–3 дома), а к началу апреля проживало 5–6 тысяч человек (по оценкам старейшин — 4,5–5 тысяч человек). Большую часть проживающих составляли чеченцы. В сёлах имелись отряды ополчения, вооружённые автоматами, пулемётами и гранатомётами. Старейшины чеченских сёл старались удерживать местное население от нападений на федеральные силы, призывая к чисто оборонительной тактике и предлагая желающим вести активные боевые действия уходить в Грозный. Несмотря на это, по данным командования ВВ МВД РФ, с 11 декабря 1994 года по конец марта 1995 года в районе Самашков погибло около 30 российских солдат, офицеров и сотрудников МВД. Федеральные силы также неоднократно обстреливали Самашки.

## Начало конфликта
По мере того, как российские войска продвигались в ходе штурма Грозного, чеченские боевики вытеснялись в другие части Чечни, в том числе в село Самашки. В конце февраля — начале марта федеральные силы, вытеснившие боевиков из Грозного, начали разоружение сёл и вытеснение из них боевиков.
В Самашках переговоры велись с 21 февраля, когда глава администрации села Лема Абдулхаджиев и старейшины встретились с российским генералом Ю. А. Косолаповым. Генерал требовал сдачи тяжёлого оружия при сохранении «команды ополчения для охраны села численностью 40–45 человек», в противном случае угрожая обстрелами. Часть населения сразу была согласна на условия, но резко против выступали боевики, пришедшие из других населённых пунктов. 6–7 марта по требованию населения отряд пришлых боевиков покинул село, в нём остался только отряд самообороны из 40–50 человек. Часть жителей была недовольна заключённым соглашением, в том числе 10 марта кто-то взорвал здание сельсовета.

## Операция
Министерство внутренних дел (МВД), а именно 21-я отдельная бригада оперативного назначения, ОМОН Московской области и оренбургский СОБР (имеются сообщения о привлечении спецподразделения «Витязь») 7 апреля начали операцию по «зачистке» в районе железнодорожного вокзала, а затем, 8 апреля, «зачистке» подверглось все село. По словам генерал-лейтенанта Антонова, заместителя командующего силами МВД Чечни: «это была полностью независимая военная операция войск МВД», проведённая силами и средствами 3000 военнослужащих МВД, в том числе 350 человек составлял штурмовой отряд; артиллерия, несколько ракетных установок, танки были развёрнуты около села Самашки. По сообщению «Интерфакса», федеральные силы обстреливали село установками «Ураган» (БМ-27) и «Град» (БМ-21).
После ультиматума, предъявленного генерал-лейтенантом Антоновым, командующим группировкой федеральных войск в Чечне генерал-полковником ВВ МВД Куликовым, а также генерал-лейтенантом Романовым 6 апреля с требованием выдать 264 единицы автоматического оружия, предположительно имеющегося у жителей Самашек (жители деревни выдали только 11 автоматов), более 200 боевиков покинуло Самашки под давлением старейшин деревни, которые хотели, чтобы село пощадили. Утром 7 апреля возвращающиеся с переговоров старейшины были обстреляны непримиримыми боевиками.
Тем не менее, по сведениям, полученным Human Rights Watch от боевиков, в селе осталось около 40 боевиков, вооружённых стрелковым оружием, местных жителей, которые и оказали сопротивление. Группа из 12 боевиков сразу покинула село; остатки группы из 40 человек, подбив один танк и два бронетранспортёра (БТР) и понеся потери, покинули село сразу после штурма, перед началом зачистки. По данным командующего группировкой федеральных войск в Чечне генерал-полковника ВВ МВД А. С. Куликова, штурмовой отряд внутренних войск в ночь с 7 на 8 апреля напоролся в Самашках на засаду, был разбит на несколько групп и перешёл к круговой обороне. В ходе выдвижения были подбиты или подорвались на минах четыре БТР и один танк. По оценкам ВВ МВД, сопротивление федеральным силам в селе оказывали около 300 боевиков.

## Потери
Цифры потерь МВД, согласно заявлению российской стороны, сильно различаются — от 15 раненых до 16 убитых и 44 раненых. По заявлению Станислава Говорухина, председателя парламентской комиссии, около 350 российских военнослужащих получили ранения и 16 человек погибли. Капитану милиции Виктору Адамишину было посмертно присвоено звание Героя России. Со стороны чеченских сил, по заявлению федеральных сил, 120 человек убито и около 150 подозреваемых задержано.
По ряду свидетельств, в ходе операции федеральными войсками было убито более 100 мирных жителей. Свыше 100 погибших мирных жителей было указано в сообщении Комиссии ООН по правам человека (UNCHR) (март 1996 года).
По наблюдению Human Rights Watch (HRW), это был наиболее известный случай убийства гражданского населения в первую чеченскую войну. Международный Комитет Красного Креста (ICRC) объявил о том, что погибло приблизительно 250 гражданских лиц. По мнению «Amnesty International» более 250 человек, по заявлению лондонской WRI, ссылающейся на неназванных ею старейшин села Самашки, жертв нападения менее 300 человек.
По мнению правозащитной организации «Мемориал», данные об этом эпизоде, распространённые информационным агентством Ичкерии, не вызывают доверия. «Мемориал» приводит свою собственную оценку числа погибших жителей, основанную на поимённом списке жертв — как минимум 112—114 человек, предоставив доклад в котором в деталях установлены обстоятельства гибели 103 мирных жителей

## Обсуждение Государственной Думой операции МВД РФ в селе Самашки
После того, как Лев Пономарёв собственноручно раздал доклад общества «Мемориал» по ситуации в Самашках, 19 апреля 1995 года на пленарном заседании Государственной Думы выступил руководитель фракции Демократической партии России С. С. Говорухин и сообщил, что этот доклад искажал действительное положение вещей, также он отметил, что сам Лев Пономарёв признает авторство доклада за обществом «Мемориал» только наполовину. На том же заседании депутат из фракции «Выбор России» Б. М. Титенко, со ссылкой на депутата Шабада, утверждал, что они приезжали в Самашки раньше Говорухина, и версия общества «Мемориал» — более правдивая. Пономарёв утверждал, что распространил доклад с непроверенными сведениями только среди членов комиссии Говорухина, а не для всеобщего обозрения.